# 丸栄建設 (鹿児島県)
丸栄建設株式会社（まるえいけんせつ）はかつて存在した建設業者。鹿児島県鹿屋市に本社を置き、大隅半島の大手として知られていた。関連会社として不動産賃貸業者の株式会社イリアスなどがあり、イリアスグループを構成していた。
創業当初は木造住宅の建築を中心としていたが、2000年代にはイリアスブランドの賃貸マンションを展開し拡大路線を図っていた。2007年9月期には最大の売上げを記録したが、建築基準法改正による工期の長期化・コスト高騰による影響などにより資金繰りが悪化。2007年末から金融機関が無担保で8-9億円ほど融資していたが、2008年6月20日に手形決済ができなくなり同年7月までの運転資金約6億円が確保できなくなったことから、翌日までに事業を停止（事実上倒産）した。
負債総額は報道により異なる（東京商工リサーチは約68億円、帝国データバンク・南九州新聞は約84.9億円、南日本新聞は約86億円）が、グループ3社の負債総額は大隅半島内の企業としては過去最大となるようである。

## 年表
- 1961年6月 - 会社創業
- 1969年10月6日 - 法人（株式会社丸栄）として創立される。
- 1972年 - 不動産事業に進出。
- 1981年6月15日 - 関連会社の『丸栄開発株式会社』を設立。
- 1984年12月 - 本社所在地を現在地に移転。
- 1986年9月 - 鹿児島営業所を設置。
- 1991年7月 - 現在の社名（丸栄建設株式会社）に変更する。同時に関連会社の『丸栄開発株式会社』も『株式会社イリアス』と変更される。
- 1992年9月 - 国分営業所を設置。
- 1994年6月8日 - 関連会社の輝北プレスウッド株式会社を設立する。
- 1998年 - 建売住宅（イリアスホーム）の販売を開始。
- 2001年4月 - 東京事務所を設置。
- 2002年3月 - イリアスがアパマンショップに加盟。
- 2002年6月 - 現社屋が落成する。
- 2008年6月21日 - 資金繰りの悪化に伴いこの日までに事業を停止。
- 2008年6月26日 - 鹿児島地方裁判所に破産を申し立てる。
- 2008年8月7日 - イリアスが鹿児島地方裁判所に破産を申し立てる。負債金額は約48億円。

## 参考資料
下記の他、2008年6月23日の執筆時点で閲覧できた公式サイトの「会社概要」を参考にした。
- 『南日本新聞』南日本新聞社、2008年6月22日朝刊1面。
  - 丸栄破たん 債権者 不安、不満訴え/鹿屋で説明会』 - 2008年6月28日の配信記事。
- 『南九州新聞』 南九州新聞社、2008年6月21日、6月27日。
  - 鹿屋市の丸栄建設、事実上の倒産』 - 2008年6月21日の配信記事。
- 建築工事 丸栄建設株式会社 事業停止、自己破産申請へ 負債30億円 - 大型倒産速報』帝国データバンク、2008年6月23日。
- 建築工事 続報 丸栄建設株式会社 自己破産を申請 負債84億9000万円 - 大型倒産速報』 帝国データバンク、2008年6月27日。
- 『不動産賃貸、管理 株式会社イリアス 自己破産を申請 負債48億円』 帝国データバンク、2008年8月8日。（2008年12月1日時点のアーカイブ）
- 『破産手続開始申立へ』東京商工リサーチ、2008年6月24日。（2008年6月28日時点のアーカイブ）
- 『丸栄建設倒産』鹿児島テレビ放送、2008年6月21日。（2010年7月3日時点のアーカイブ）